# Abby Mann
Abby Mann (Philadelphia, Pennsylvania, USA, 1927. december 1. – Beverly Hills, Los Angeles, Kalifornia, 2008. március 25.) Oscar- és háromszoros Primetime Emmy-díjas amerikai forgatókönyvíró és filmproducer. Eredeti neve Abraham Goodman.

## Élete és munkássága
Egyetemi tanulmányait a Temple University-n és a New York-i Egyetemen végezte el.
Abby Mann Philadelphiában született és Kelet-Pittsburgh-ban nőtt fel. Legismertebb műve az Ítélet Nürnbergben, amelyet eredetileg egy televíziós drámaként sugároztak 1959-ben. Stanley Kramer rendezte az 1961-es filmváltozatát, amelyért Abby Mann megkapta a legjobb adaptált forgatókönyvnek járó Oscar-díjat, Maximilian Schell pedig a legjobb férfi főszereplőnek járó Oscar-díjat vihette el ezzel. Két évvel később Stanley Kramer-rel készítette el a Gyermeki várakozás című filmet is. Ő találta ki a Telly Savalas által játszott Kojakot is 1973-ban.
80 évesen, 2008. március 25-én szívrohamban hunyt el, Beverly Hills-i otthonában, egy nappal Richard Widmarknak, az Ítélet Nürnbergben c. film sztárjának, elhunyta után.

## Filmjei

### Forgatókönyvíróként
- Kojak (2005)
- Igazságra várva (2002)
- Megbélyegezve: A McMartin-per (1995) (producer is)
- Sinatra (1992)
- A politika színpadán (1992) (producer is)
- Kojak: None So Blind (1990)
- Kojak: Flowers for Matty (1990)
- Murders among us: The Simon Wiesenthal Story (1989) (producer is)
- Kojak: The Price of Justice (1987)
- War and love (1985)
- Kojak: The Belarus file (1985)
- The Atlanta Child Murders (1985) (producer is)
- Skag (1980) (producer is)
- Kojak (1973-1978) (producer is)
- King (1978) (rendező is)
- Medical Story (1975) (producer is)
- Jelentés a felügyelőnek (1975)
- The Gratest Gift (1974)
- Kojak és a Marcus - Nelson gyilkosságok (1973) (producer is)
- A detektív (1968)
- Bolondok hajója (1965)
- Gyermeki várakozás (1963)
- Altona foglyai (1962)
- Ítélet Nürnbergben (1961)
- Playhouse 90 (1959)
- Studio one (1957-1958)
- Port of escape (1956)
- Star Tonight (1956)

### Producerként
- Lawman without a gun (1979)

## Díjai
- New York-i Filmkritikusok díja (1961) Ítélet Nürnbergben
- Oscar-díj (1962) Ítélet Nürnbergben
- Emmy-díj (1973, 1989, 1995)

## Fordítás
- Ez a szócikk részben vagy egészben  az   Abby Mann című angol Wikipédia-szócikk fordításán alapul.  Az eredeti cikk szerkesztőit annak laptörténete sorolja fel. Ez a jelzés csupán a megfogalmazás eredetét és a szerzői jogokat jelzi, nem szolgál a cikkben szereplő információk forrásmegjelöléseként.